# Veuvey-sur-Ouche
Veuvey-sur-Ouche é uma comuna francesa na região administrativa da Borgonha-Franco-Condado, no departamento de Côte-d'Or. Estende-se por uma área de 10,06 km². Em 2010 a comuna tinha 214 habitantes (densidade: 21,3 hab./km²).